# Fiducia (romanzo)
Fiducia (Confidence), è un romanzo scritto da Henry James e pubblicato inizialmente su Scribner's Monthly, rivista statunitense nel 1879, quindi in forma di libro per la prima volta il 10 dicembre 1879, presso Chatto & Windus di Londra (in due volumi) e per il mercato statunitense il 7 febbraio 1880 presso la Houghton, Osgood and Company di Boston.
In italiano il romanzo è stato tradotto da un giovane Giorgio Manganelli nel 1946 presso l'Istituto editoriale italiano di Milano e poi ristampato da Einaudi nella collana "Scrittori tradotti da scrittori" nel 1990. Secondo Viola Papetti "Manganelli affronta con innata maestria l'avvolgente sintassi jamesiana, la restituisce con lo stesso ritmo e la stessa luminosità".

## Trama
Romanzo-commedia centrato sulle figure di Bernard (detto Bernie) Longueville, artista, Gordon (detto Gordy) Wright, scienziato, e Angela (detta Angie) Vivian, una donna in qualche modo misteriosa.
Bernard, mentre sta disegnando alcuni schizzi paesaggistici, incontra Angela a Siena con sua madre e ne rimane colpito. Più tardi Gordon, considerato dal primo un poco matto, lo invita a Baden-Baden per conoscere il suo parere sulla propria prossima moglie e se appunto debba sposarsi. Bernard, scoperto che è Angela, e considerandola in qualche modo troppo leggera, gli consiglia di lasciar perdere. Gordon sposa dunque un'altra donna, Blanche Evers. Dopo un paio di anni Bernard incontra nuovamente Angela su una spiaggia francese, e si innamora, o forse si rende conto di averla amata dall'inizio e di averne sconsigliato perciò il matrimonio con l'amico. Angela, per parte sua, gli racconta di essere stata lei a rifiutarlo. Il romanzo termina con un finale da "tutti vissero felici e contenti" anche perché lei riesce a far tornare la pace tra Gordon e Blanche che litigavano e pensavano di tradirsi.

## Questioni filologiche
È il quinto romanzo di James ed è l'unico di cui si conservi il manoscritto per intero. Ma la storia editoriale del romanzo si complica, poiché apparve in rivista da agosto 1879 a gennaio 1880 (su "Scribner's Monthly", rivista che a James non piaceva ma che pagava bene, in un momento in cui aveva bisogno di soldi), mentre ne usciva in due volumi una versione inglese (da Chatto & Windus, che in quel momento gli offriva condizioni contrattuali migliori rispetto alla Macmillan, con cui aveva pubblicato il romanzo precedente) nel dicembre 1879 e quindi una americana nel febbraio 1880. Benché pubblicato da Chatto & Windus (nuovamente in un volume solo nell'ottobre 1880 e nel settembre 1882), il romanzo fu incluso nella raccolta delle opere di Macmillan (nel volume X), ma escluso da quella americana. Nel 1891, James diede però alla Houghton Mifflin di Boston il permesso per una ristampa americana.
Tutte queste edizioni, a partire da quella su rivista e poi nelle varie versioni inglesi e statunitensi sono diverse tra di loro, con ritocchi di frasi e punteggiatura, ma anche con un diverso numero di capitoli. Analizzando le differenze, è stato ipotizzato che l'autore volesse costruire due romanzi diversi, uno per ogni pubblico ai due lati dell'oceano. Non è da escludere che sottrazione o ampliamento di testo (ma vi sono anche scelte di vocaboli diversi) avessero anche a che fare con la disposizione del romanzo in uno o più volumi. Il confronto con il manoscritto mostra inoltre come le correzioni di bozze siano state occasione per ulteriori ripensamenti.
Il tema centrale del libro che ha a che fare con la tendenza delle persone a cadere in trappola rispetto alle proprie aspettative e con l'inganno che nasce reciprocamente nelle relazioni (dove "le cose non dette non hanno meno importanza di quelle dette") sembra dunque riverberarsi nelle edizioni, così come nel punto di vista sulle cose più "scientifico" in Gordon e più "artistico" in Bernard.

## Edizioni in italiano
- Fiducia, traduzione di Giorgio Manganelli, Milano: Istituto editoriale italiano, 1946 ("Narratori" n. 8)
- Fiducia, traduzione di Giorgio Manganelli, Torino: Einaudi, 1990 ("Scrittori tradotti da scrittori" n. 37) ISBN 978-88-06-12218-8